# Ectadia pilosa
Ectadia pilosa är en insektsart som beskrevs av Brunner von Wattenwyl 1878. Ectadia pilosa ingår i släktet Ectadia och familjen vårtbitare. Inga underarter finns listade i Catalogue of Life.